# Unity Operating System
Unity Operating System (ook wel bekend als Unified Operating System of kortweg UOS) is een Chinese Linuxdistributie ontwikkeld door UnionTech, de makers van Linuxdistributie Deepin. UOS is gebaseerd op Deepin, wat op zijn beurt weer gebaseerd is op Debian, en wordt vooral in China gebruikt, daar de Chinese overheid sinds 2019 als doelstelling heeft om alle buitenlandse software, in dit geval Microsoft Windows, te vervangen door binnenlandse.

## Versies
Er worden drie versies ontwikkeld: een voor eindgebruikers (Deepin), een voor zakelijk gebruik (UOS - beschikbaar als Home Edition en Desktop Professional) en een versie voor servers (eveneens UOS). In december 2019 verscheen de eerste bètaversie van UOS, op 14 januari 2020 gevolgd door de eerste stabiele versie.

## Ondersteuning
UOS is hoofdzakelijk gericht op de Chinese markt om Microsoft Windows te vervangen. Hierbij wordt ook in China gemaakte hardware ondersteund, zoals die van halfgeleiderbedrijf Zhaoxin. Ook staat brede ondersteuning van andere (Chinese) hardware gepland, zoals processors van Loongson, Sunway en ARM.
Op 23 juli 2022 werd bekendgemaakt dat er mogelijk ondersteuning voor het bestandsformaat van Huaweis Harmony OS zou worden toegevoegd.
Arch Linux ·
CentOS ·
ChromeOS ·
Debian ·
Deepin ·
Fedora ·
Gentoo Linux ·
Knoppix ·
Kubuntu ·
Linux Mint ·
Mandriva Linux ·
Manjaro Linux ·
MEPIS ·
openSUSE ·
PCLinuxOS ·
Puppy Linux ·
Slackware ·
Tiny Core Linux ·
Ubuntu ·
Zenwalk —
overige Linuxdistributies